# إدن بن باسات

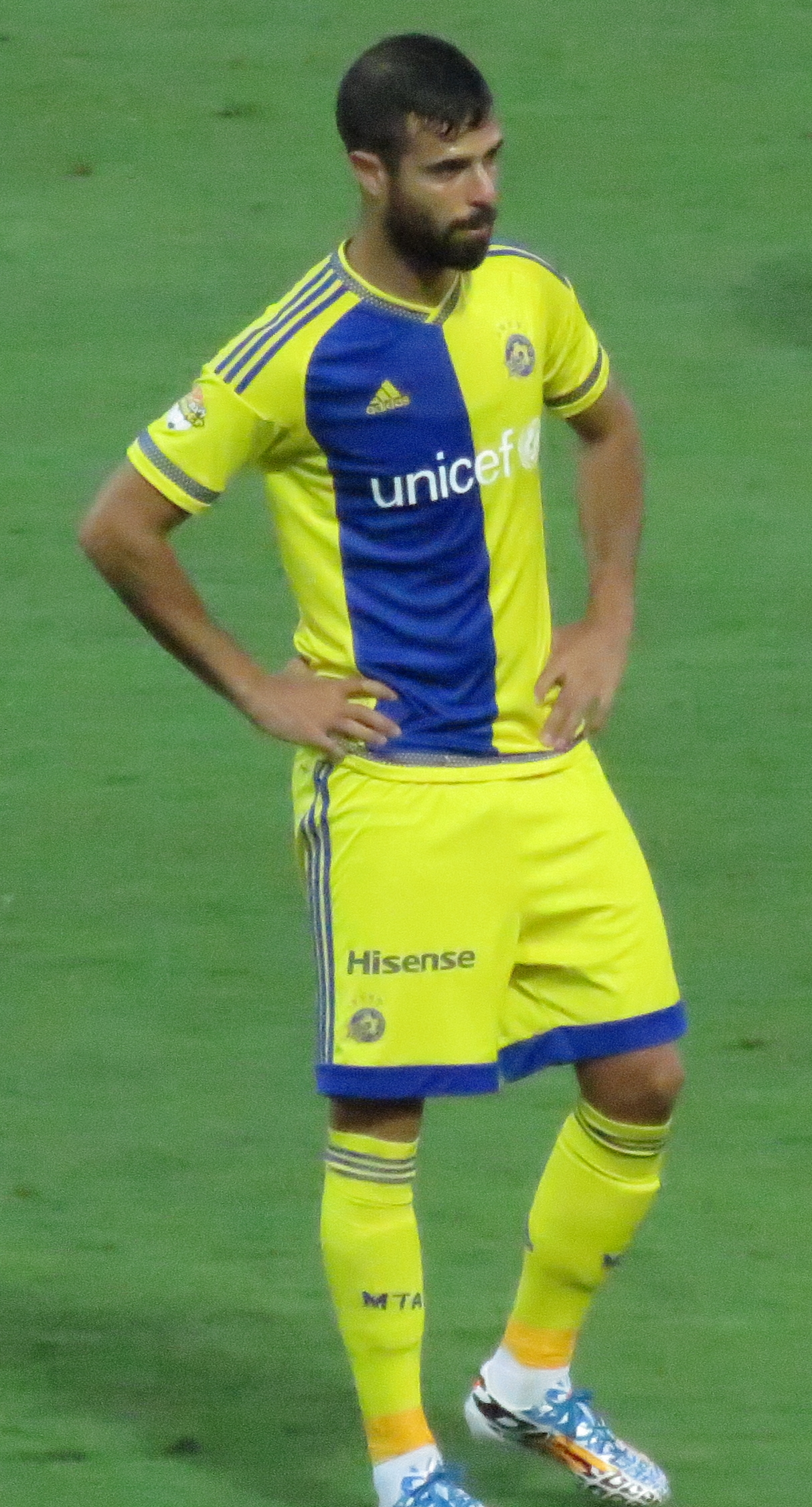

إدن بن باسات ((بالعبرية: עדן בן בסט)؛ مواليد 8 سبتمبر 1986) لاعب كرة قدم إسرائيلي يلعب لنادي تولوز في الدوري الفرنسي الدرجة الأولى ويلعب مع منتخب إسرائيل.

## روابط خارجية
- إدن بن باسات على موقع قاعدة بيانات كرة القدم.إي يو (الإنجليزية)
- إدن بن باسات على موقع ليكيب (الفرنسية)
- إدن بن باسات على موقع ناشيونال فوتبول تيمز (الإنجليزية)
- إدن بن باسات على موقع Soccerway.com (الإنجليزية)
- إدن بن باسات على موقع كووورة
- إدن بن باسات على موقع AS.com (الإسبانية)